# Petra van Hartskamp
Petra van Hartskamp (Utrecht, 7 augustus 1964) is een Nederlandse actrice.
In 1982 behaalde Van Hartskamp haar vwo-diploma op het Montessori Lyceum in Zeist. Na de middelbare school volgde ze de theateropleiding École Magenia in Parijs. In 1983 begon ze aan een theateropleiding aan de Toneelschool van Amsterdam, waar ze in 1988 afstudeerde.
Op televisie was ze tussen 1995 en  2000 regelmatig te zien als advocate Judith Nieland in Goede tijden, slechte tijden. Daarnaast speelde ze een tijd lang de rol van agente De Waal in de comedyserie Flodder, alsook in de film Flodder 3. Begin 2000 had ze een grote rol in de televisieserie De geheime dienst.
Samen met actrice Elvira Out, bekend van de dramaseries Westenwind en Goede tijden, slechte tijden, heeft ze een eigen bedrijf.
- International Standard Name Identifier: 0000 0001 3272 3180
- Nederlandse Thesaurus van Auteursnamen: 343032651
- Virtual International Authority File: 283006755
- WorldCat: E39PBJgmTCjmMmk9YXCbbQgVG3